# SSB Stadion
Het SSB Stadion is een multifunctioneel stadion in Groningen, een plaats in Suriname. 
Het stadion wordt vooral gebruikt voor voetbalwedstrijden, de voetbalclub SV Groningen maakt gebruik van dit stadion. In het stadion is plaats voor 1.500 toeschouwers. 